# John Gibson Lockhart

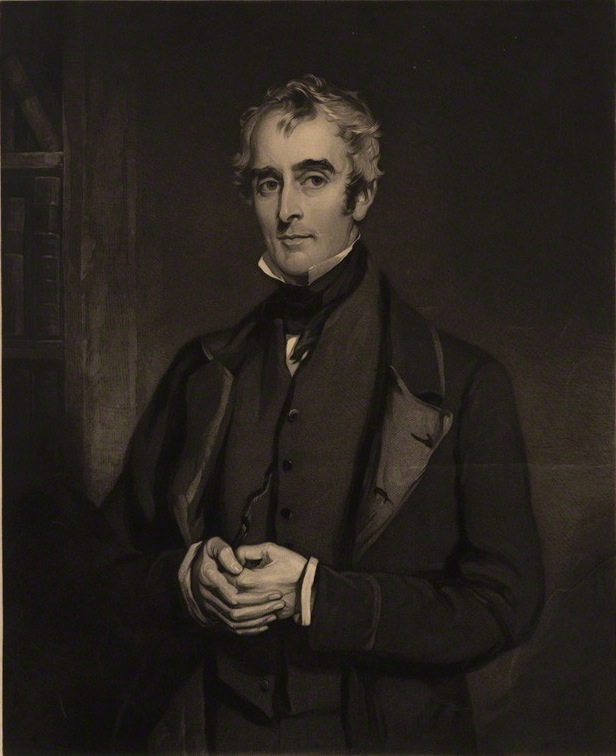
John Gibson Lockhart

John Gibson Lockhart (Cambusnethan House, Lanarkshire, Escocia, 12 de junio de 1794 - Abbotsford, 25 de noviembre de 1854) fue un escritor, editor, crítico literario, traductor, novelista, periodista, biógrafo e hispanista escocés. Escribió la que ha sido llamada "segunda más admirable biografía en lengua inglesa después de la Vida de Samuel Johnson de Boswell", la de su suegro, el novelista Walter Scott.

## Biografía
Lockhart nació en Cambusnethan House, donde vivían su padre, el doctor en teología John Lockhart (1761-1842), y su madre Elizabeth, una mujer de grandes dotes intelectuales, hija de Margaret Mary Pringle y del reverendo John Gibson, pastor de Saint Cuthbert's, Edimburgo, el 12 de junio de 1794. Sin embargo la familia se trasladó en 1796 a Glasgow, donde el padre había sido nombrado pastor.
Lockhart era el mayor de los cinco hijos de la familia y asistió a la escuela secundaria de Glasgow, donde no destacó, más por falta de interés que de talento. Tuvo una infancia enfermiza y se vio forzado a dejar la escuela a los doce años; pero cuando se recuperó fue enviado a tan temprana edad a la Universidad de Glasgow, donde mostró una extrema precocidad en el aprendizaje del griego, de forma que aún no tenía catorce años cuando ingresó en el Balliol College de Oxford y allí amplió sus conocimientos, pero fuera del plan de estudios regular. Leía francés, italiano, alemán y español, se interesó por las antigüedades y terminó volviéndose en alguien muy versado en heráldica y genealogía.
En 1813 empezó a enseñar humanidades durante un par de años después de abandonar Oxford, y vivió principalmente en Glasgow antes de establecerse para estudiar derecho escocés en Edimburgo, donde fue elegido miembro del colegio de abogados en 1816. Gracias al editor William Blackwood, que le adelantó dinero para que tradujera las Conferencias sobre historia de la literatura de Friedrich Schlegel, hizo después un grand tour por el continente y en 1817 visitó a Goethe en Weimar, aunque las Conferencias solo se publicaron en 1838.
Edimburgo era entonces un bastión del partido Whig, cuyo órgano era la Edinburgh Review, y no fue sino en 1817 cuando los Tory o conservadores escoceses encontraron un medio de expresión en la Blackwood's Magazine. John G. Lockhart y John Wilson (que usaba el pseudónimo de "Christopher North") se unieron a su redacción en ese año, contribuyendo con críticas agresivas y cáusticas, aunque su biógrafo Andrew Lang negó que fuera responsable de los virulentos artículos publicados en ella contra el poeta Samuel Taylor Coleridge y "la escuela de poesía cockney" de Leigh Hunt, John Keats y sus amigos. Pero lo cierto es que solo mostró cierto desprecio por el gran poeta Keats, y apreciaba sinceramente a Coleridge y Wordsworth.
En 1818 el joven cayó en el círculo del escritor sir Walter Scott, pues Lockhart se había casado con su hija mayor, Sophia, en abril de 1820. Siguieron cinco años de vida doméstica, con inviernos en Edimburgo y veranos en una cabaña en Chiefswood, cerca de Abbotsford, donde nació John Hugh, el hijo de Lockhart; su segundo hijo Walter y su hija Charlotte nacieron más tarde, ya en Londres y en Brighton.
En 1820, John Scott, editor de London Magazine, escribió una serie de artículos en que atacaba la conducta de la Blackwood's Magazine haciendo a Lockhart el principal responsable de sus extravagancias. A ello siguió un intercambio epistolar en que se propuso una reunión entre Lockhart y John Scott para rebajar tensiones, con Jonathan Henry Christie y Horace Smith como intermediarios. Pero no fue posible y tras una serie de retrasos y complicadas negociaciones el asunto se resolvió al fin a principios de 1821 con un duelo a muerte entre Christie y John Scott, en el que este último murió.
Lockhart había llamado a Keats un "vulgar poeta de lengua cockney", a causa de lo que Lockhart consideraba la relativa falta de educación literaria de Keats. La historia, sin embargo, ha tendido a considerar a Keats como uno de los mejores poetas de la historia de Inglaterra.
Entre 1818 y 1825 Lockhart trabajó incansablemente. En 1819 apareció Peter's Letters to your Kinsfolk, y en 1822 editó el Don Quijote en la traducción de Peter Anthony Motteux (1700-1703) con una biografía preliminar de Miguel de Cervantes. Siguieron cuatro novelas: Valerius (1821), Algunos pasajes en la vida del Sr. Adam Blair, ministro del Evangelio en Cross Meikle (1822), Reginald Dalton (1823) y Matthew Wald (1824). Sin embargo, no pasó de mediano autor como novelista. Por el contrario, contribuyó a las traducciones de la Blackwood's Magazine haciendo versiones en inglés del Romancero, que reunió para publicarlas exentas en 1823.
En 1825 Lockhart aceptó dirigir la Quarterly Review, que había estado en manos de sir John Taylor Coleridge desde la renuncia de William Gifford en 1824. En ese momento vivía en el número 25 de Northumberland Street, en la nueva ampliación de la ciudad de Edimburgo. En 1825 vendió esta casa a Andrew y George Combe. Como heredero de unas tierras escocesas perteneciente a su medio hermano soltero, Milton Lockhart, tenía suficientes medios de subsistencia. Por entonces ingresó en la Masonería, pero fue en una logia de Edimburgo diferente de la de su suegro (Lodge Canongate Kilwinning, número 2), el 26 de enero de 1826.
En Londres alcanzó cierto éxito social y fue reconocido como editor. De hecho, contribuyó él mismo en gran medida a la Quarterly Review, en particular con artículos biográficos. Y todavía mostró su vieja crítica literaria burlona en un artículo del Quarterly contra los Poemas (1833) de Alfred Tennyson. Continuaba escribiendo para Blackwood, y redactó para la Constable's Miscellany (vol. XXIII, 1828) una controvertida vida del poeta nacional escocés Robert Burns. Snyder escribió al respecto: "Lo mejor que se puede decir ahora mismo... es que motivó una revisión de Thomas Carlyle. Es inexcusablemente inexacta de principio a fin, a veces demostrablemente mentirosa y de ningún modo confiable en ningún aspecto o detalle."
Lockhart se encargó de supervisar la edición de la colección Biblioteca familiar de Murray, que se abrió en 1829 con una Historia de Napoleón. Sin embargo, su obra principal, y por la que es más conocido, es Life of Sir Walter Scott (7 vols., 1837-1838; 2ª ed., 10 vols., 1839). Incluía la publicación de gran número de cartas de Scott, y Thomas Carlyle la elogió en una crítica que publicó en la London and Westminster Review (1837). 
Sin embargo, el relato que Lockhart hacía de las transacciones comerciales entre Scott y los editores Ballantyne y Constable causó indignación, y en la discusión que siguió mostró su amargura publicando un panfleto, The Ballantyne Humbug. Empero, la biografía de Scott ha sido llamada, tras la Vida de Samuel Johnson de James Boswell, la biografía más admirable en lengua inglesa. Pero Lockhart no sacó ningún beneficio de ella, ya que renunció a los derechos de autor, muy considerables, en beneficio de los acreedores de Scott.
La vida posterior de Lockhart fue atribulada por no pocos duelos familiares, algo que provocó la mengua de su salud y ánimo. Su hijo mayor (el sufriente "Hugh Littlejohn" de los Cuentos de un abuelo de Scott) falleció en 1831; Scott, en 1832; Anne Scott, en 1833; su esposa Sophia, en 1837; y el hijo sobreviviente, Walter Scott Lockhart, en 1853. 
En 1853 renunció a seguir dirigiendo la Quarterly Review y pasó el siguiente invierno en Roma; sin embargo, regresó a Inglaterra sin haber recuperado la salud y fue llevado a Abbotsford por su hija Charlotte, que se había convertido en la señora James Robert Hope-Scott y se había convertido al catolicismo. Allí finó el 25 de noviembre de 1854, y fue enterrado en Dryburgh Abbey, cerca de la tumba de sir Walter Scott.
Robert Scott Lauder pintó dos retratos de Lockhart, uno de él solo y otro con Charlotte Scott. El compositor Hubert Parry puso música a uno de los poemas de Lockhart, "Hay una vieja creencia", como parte de su colección de seis motetes corales, Songs of Farewell. Las piezas se interpretaron por primera vez en un concierto en el Royal College of Music el 22 de mayo de 1916. Y la canción / poema se cantó mucho más tarde en el propio funeral del compositor en la Catedral de San Pablo (23 de febrero de 1919).